# Subida al Naranco
La Subida al Naranco es una clásica ciclista, que nació en el año 1941. Se disputa en Asturias, histórica región al norte de España siendo la salida habitual su capital Oviedo, finalizando en la cima del monte Naranco, actualmente denominada cima "El Tarangu".
Solo a partir del año 1981 se disputa anualmente sin interrupción y desde la creación de los Circuitos Continentales UCI en 2005 es una prueba de categoría 1.1 dentro del UCI Europe Tour.
A partir del 2011 se dejó de disputar como carrera independiente, y se integró como etapa final de la Vuelta a Asturias.

## Palmarés

### Como prueba independiente
| Año       | Ganador                    | Segundo                        | Tercero                    |
| --------- | -------------------------- | ------------------------------ | -------------------------- |
| 1941      | Ulpiano Menéndez           | Emilio Pérez Carreño           | José Menéndez              |
| 1942      | Fermín Trueba              | Martín Mancisidor              | José Jabardo               |
| 1943      | Delio Rodríguez            | José Lahoz                     | Fermín Trueba              |
| 1944      | Dalmacio Langarica         | Fermín Trueba                  | Julián Aguirrezabal        |
| 1945      | Fermín Trueba              | Martín Mancisidor              | José Gutiérrez             |
| 1946      | Fermín Trueba              | Martín Mancisidor              | Enrique Laguna             |
| 1947      | Jesús Loroño               | Luis Sánchez Huergo            | Enrique Laguna             |
| 1948-1959 | No se disputó              | No se disputó                  | No se disputó              |
| 1960      | Antonio Karmany            | Ángel Rodríguez López          | Raúl Rey                   |
| 1961      | Antón Barrutia             | Julio San Emeterio             | Eusebio Vélez              |
| 1962      | Raúl Rey                   | José Luis Talamillo            | Federico Martín Bahamontes |
| 1963      | Antonio Karmany            | Roberto Morales Erostarbe      | Federico Martín Bahamontes |
| 1964      | Federico Martín Bahamontes | Fernando Manzaneque            | Luis Otaño                 |
| 1965      | Joaquín Galera             | Ventura Díaz                   | Antonio Gómez del Moral    |
| 1966      | Domingo Perurena           | Julio Jiménez                  | Gregorio San Miguel        |
| 1967-1980 | No se disputó              | No se disputó                  | No se disputó              |
| 1981      | Marino Lejarreta           | Ángel Arroyo                   | Ismael Lejarreta           |
| 1982      | Álvaro Pino                | Pedro Muñoz                    | Ángel Arroyo               |
| 1983      | Vicente Belda              | Pedro Delgado                  | Jesús Rodríguez Magro      |
| 1984      | Vicente Belda              | Patrocinio Jiménez             | Marino Lejarreta           |
| 1985      | Alirio Chizabas            | Julián Gorospe                 | Jokin Mujika               |
| 1986      | Marino Lejarreta           | Pedro Delgado                  | Carlos Hernández           |
| 1987      | Peter Hilse                | Raimund Dietzen                | Álvaro Pino                |
| 1988      | Marino Alonso              | Vicente Belda                  | Raimund Dietzen            |
| 1989      | Peter Hilse                | Miguel Induráin                | Álvaro Pino                |
| 1990      | Laudelino Cubino           | Enrique Aja                    | Iñaki Gastón               |
| 1991      | Juan Carlos Romero         | Oliverio Rincón                | Laudelino Cubino           |
| 1992      | Tony Rominger              | Francisco Javier Mauleón       | Laudelino Cubino           |
| 1993      | Jesús Montoya              | Oliverio Rincón                | José María Jiménez         |
| 1994      | José Manuel Uría           | Pedro Delgado                  | Julio Barcina              |
| 1995      | Abraham Olano              | Fernando Escartín              | José Manuel Uría           |
| 1996      | Francisco Javier Mauleón   | Ramón González Arrieta         | Marcos Serrano             |
| 1997      | Roberto Heras              | José María Jiménez             | Daniel Clavero             |
| 1998      | José Luis Rubiera          | Roberto Heras                  | Aitor Osa                  |
| 1999      | Santiago Blanco            | Miguel Ángel Martín Perdiguero | Roberto Laiseka            |
| 2000      | José Luis Rubiera          | Carlos Sastre                  | Fabian Jeker               |
| 2001      | Claus Michael Møller       | Óscar Sevilla                  | Eladio Jiménez             |
| 2002      | Gonzalo Bayarri            | Aitor Osa                      | Óscar Sevilla              |
| 2003      | Leonardo Piepoli           | Francisco Mancebo              | Alberto López de Munain    |
| 2004      | Iban Mayo                  | Miguel Ángel Martín Perdiguero | Leonardo Piepoli           |
| 2005      | Rinaldo Nocentini          | Jon Bru                        | Danail Petrov              |
| 2006      | Fortunato Baliani          | Kanstantsín Siutsou            | Eladio Jiménez             |
| 2007      | Koldo Gil                  | Francisco Mancebo              | Pedro Arreitunandia        |
| 2008      | Xavier Tondo               | Koldo Gil                      | Stefano Garzelli           |
| 2009      | Romain Sicard              | Nuno Ribeiro                   | David López García         |
| 2010      | Santi Pérez                | Andrés Antuña                  | Luis Felipe Laverde        |

### Integrada en la Vuelta a Asturias
- 2011:  Constantino Zaballa
- 2012:  Rémy Di Gregorio
- 2013:  Javier Moreno

## Palmarés por países
| País      | Victorias |
| --------- | --------- |
| España    | 35        |
| Italia    | 3         |
| Alemania  | 2         |
| Colombia  | 1         |
| Suiza     | 1         |
| Dinamarca | 1         |
| Francia   | 1         |